# Амоний
Амоний е позитивно зареден многоатомен йон (катион) с химична формула NH+
4. Получава се при протонирането на амоняк (NH3). Амоний се използва и като общо име на позитивно натоварени или протонирани заместeни производни на амини и четвъртични амонячни катиони (N+R4), където четирите водородни атома са заместени с органичен радикал (R).